# Pönalklage
Die Pönalklage (actio poenalis) bezeichnete im römischen Recht einen Sammelbegriff für verschiedene Strafklagen. Sie stand dem Geschädigten aus Privatdelikten wie Diebstahl (furtum) oder Ehr- und Körperverletzungen (iniuria) zur Verfügung. Der Verletzte erlangte aus der Tat eine Deliktsobligation (obligato ex delicto), gerichtet auf Bußzahlung. Diese konnte in einem privaten Zivilgerichtsverfahren (iudicum privatum) gegen den Täter geltend gemacht werden.

## Wesen der Pönalklage
Ursprünglich dienten Bußklagen der Ablösung konzedierter Rachebefugnisse, wie sie nach altrömischem Recht dem Verletzten noch zur Verfügung standen. Zur Vermeidung von Exzessen und zur Wahrung des Rechtsfriedens, sollten Vergehen grundsätzlich nicht mehr durch physische Vergeltung gesühnt werden. An die Stelle der Körperstrafe trat die Vermögensstrafe. Die Androhung von Schuldknechtschaft oder Verkauf ins Ausland (trans tiberim), dienten nur noch als Zwangsmittel, um die Zahlung der Buße (poena) letztendlich durchzusetzen.
Im klassischen Recht etablierten sich Bußzahlungen als Strafprinzip.

## Varianten der privaten Pönalklage im Zivilverfahren

### Einfache Pönalklage
Die reine Pönalklage bewehrte nur die deliktische Tathandlung mit einer Buße. Strafzahlungen bestanden anfangs aus fixen Sätzen von Vieh oder Geldbeträgen. In der späten Republik orientierten sich die Taxen an den Vorgaben des Prätors aus dessen Edikten (edictum perpetuum) und an den Ermessensentscheidungen des mit dem Prozess betrauten Urteilrichters (iudex). Dieser konnte die Höhe der Geldbuße an der individuellen Eigenart des jeweiligen Rechtsbruches frei bestimmen. Trat zusätzlich ein Vermögensschaden ein, konnte dieser ebenfalls klageweise verfolgt werden. Für die Höhe des Schadensausgleichs wurde der Zeitwert der Sache herangezogen.

### Gemischte Pönalklage
Mit der gemischten Pönalklage konnten beide Ansprüche gleichzeitig verfolgt werden. Damit galt das Vergehen durch die Doppelfunktion der gemischten Pönalklage (actio mixtae) als abgegolten. Eine weitere, nur sachverfolgende Klage konnte hierauf nicht mehr betrieben werden.

## Besonderheiten der Pönalklage

### Rechtsfolgen für die Erben des Täters
Die zivilen Pönal- und privatrechtlichen Ersatzklagen unterlagen keiner Verjährung, waren aber passiv nicht vererblich. Der Sühnegedanke richtete sich nur gegen den Delikttäter und nicht gegen dessen Angehörige. Die honorarrechtlichen Strafklagen hingegen waren zur Wahrung des Rechtsfriedens auf ein Jahr befristet. Prozessführungsbefugt waren Angehörige, wenn bereits zu Lebzeiten des Sühnepflichtigen ein Verfahren anhängig war. War der verurteilte Täter verstorben, hatten die Hinterbliebenen als dessen Rechtsnachfolger ebenfalls die Bußzahlung aus dem Urteil zu tragen.
Zum Ausgleich von Vermögensschäden war es generell möglich, gegen die aus der Tat zu Unrecht bevorteilten Personen, insbesondere die Erben des Täters, eine prätorische Bereicherungsklage (id quod pervenit) anzustrengen.

### Rechtsfolgen für die Erben des Verletzten
Delikte aus der iniuria, welche sich vorrangig gegen die Person und nicht gegen das Vermögen richteten, waren aktiv unvererblich. Das Klagerecht ging mit dem Tod des Berechtigten unter. Alle anderen Pönalklagen konnten durch die Erben initiiert werden.

## Pönal- und sachverfolgende Klage in der Kriminalgerichtsbarkeit
Gewisse Delikte (crimina) galten als gemeinschädigend, sodass neben dem privaten Sühneanspruch auch ein öffentliches Interesse an der Strafverfolgung des Täters bestand. Derartige Verfahren (iudicium publicum) wurden seit den Leges Corneliae vor einem ordentlichen Quästionengericht (quaestiones perpetuae) geführt. Bei den in der späten Republik dauerhaft eingerichteten Schwurgerichtshöfen handelte es sich um Sondergerichte, da jedes Forum für ein spezielles Delikt zuständig war.
Dem geschädigten Privatmann war es grundsätzlich möglich, neben der konkurrierenden, staatlichen Kriminalverfolgung, eine sachverfolgende Klage, oder eine Pönalklage anzustrengen. So konnte bei der Testamentsfälschung (falsum testimonium), die seit der Lex Cornelia testamentaria nummaria zu den Offizialdelikten gezählt wurde, zusätzlich einer privatrechtlichen Schadensregulierung nachgegangen werden.

## Adressaten der Pönalklage
Es bestand Klagenkonkurrenz, so dass Pönalklagen unbeschränkt gehäuft (cumulare) werden konnten. Jeder (un-)mittelbar an der Tat Beteiligte (Täter, Anstifter und Beihelfer) konnte Adressat der jeweiligen Strafklage werden.
Die Noxalhaftung gegen tatunbeteiligte Dritte wurde indiziert, wenn es sich bei dem Deliktstäter um einen Sklaven oder eine andere gewaltunterworfene Person gehandelt hatte. Der Adressat der Strafklagen in Form der actiones noxales wurde damit der Gewalthaber. Der Täter musste aus der Gewalt entlassen werden, um die Noxalhaftung aufzuheben.

## Die Pönalklage im Wandel der römischen Gerichtsverfahrensordnung
Das Gerichtswesen im antiken Rom erfuhr in seiner langen Entwicklungsperiode mehrere, grundlegende Änderungen. Neben einer bestehenden, grundsätzlich ordentlichen Gerichtsbarkeit in der römischen Republik, entstanden die außerordentlichen Gerichtshöfe der Kaiser mit dem Verwaltungsapparat einer rechtsprechenden Beamtenschaft.
Die zivilen Pönalklagen wurden bis auf einige Ausnahmen durch die Kriminalverfolgung der kaiserlichen Gerichtsbarkeit abgelöst. Die verbeamtete Jurisdiktion setzte an die Stelle einer auf Buße (poena) ausgerichteten Privatstrafklage die amtliche Kognition ein, welche generell härtere Sanktionen vorsah.

## Antike Quellen

### Nicht juristische Quellen
- Aulus Gellius, Noctes Atticae.

### Juristische Quellen
- Gaius: Institutiones, Digesten.
- Ulpian: Digesten.
- Iulius Paulus: Digesten.